# Кипрское море
Ки́прское мо́ре (греч. Κύπρος Θάλασσα, тур. Kıbrıs Denizi, араб. اَلْبَحرْ قبرص‎, ивр. יַם קפריסין‎) — название восточной части Средиземного моря, окружающего остров Кипр, между полуостровом Малая Азия, историческим Левантом и Африкой.
Северо-восточную часть Кипрского моря между Кипром и Малой Азией называют Киликийским морем (от Киликия), а восточную между Кипром и ближневосточным побережьем — Левантинским морем (от Левант).
Кипрское море является одной из самых тёплых и солёных частей Средиземного моря. Средняя солёность составляет 38,8 — 39,9 ‰. Повышенный уровень соли связан с сильным испарением и тем, что в него не впадает ни одной крупной реки, кроме Нила.
По одной из гипотез, остатки Атлантиды находятся на дне Кипрского моря.

## Фауна
Повышенная солёность не способствует размножению морских животных, поэтому наиболее богаты фауной прибрежные воды. В южной части моря можно встретить коралловые рифы.